# Cá mập mako vây dài
Cá mập mako vây dài (tên khoa học Isurus paucus) là một loài cá mập thu trong họ Lamnidae, với phân bố trên toàn thế giới trong vùng biển ôn đới và nhiệt đới. Đây là một loài không phổ biến, nó thường được gộp lại dưới cái tên "mako" với loài tương đối nổi tiếng hơn nó, là cá mập mako vây ngắn (I. oxyrinchus). Loài này sống ở nước sâu vừa, theo nghiên cứu báo cáo là độ sâu 220 m (720 ft). Cá mập mako vây dài phát triển đến chiều dài tối đa là 4,3 m (14 ft), vây mỏng và dài hơn, vây ngực rộng dài của loài này cho thấy nó có khả năng bơi lội chậm hơn và ít hoạt động hơn so với cá mập mako vây ngắn.